# François Déroche
François Déroche (* 24. Oktober 1952 in Metz) ist ein französischer Orientalist, Arabist, Islamforscher und seit 2015 Professor am Collège de France auf dem Lehrstuhl Histoire du Coran, Texte et transmission. Sein Hauptinteresse gilt der Textgeschichte des Koran.
Déroche besuchte das Lycée Henri IV sowie die École normale supérieure (Paris) an der rue d’Ulm und studierte Semitische Sprachen und Ägyptologie bis zum Diplom 1986. 1979 ging er zur Bibliothèque nationale de France, wo er mit dem Katalog der Handschriften des Koran betraut wurde. Er wurde Stipendiat des Institut français d’études anatoliennes (1983–1986) und arbeitete über die Manuskriptsammlungen in Istanbul, im Museum für türkische und islamische Kunst. Seine Doktorarbeit über die Oase von Dadan/al-'Ulâ verteidigte er 1987. Im Jahr 1990 wurde er in die École pratique des hautes études gewählt als Leiter der Studienrichtung Geschichte und Kodikologie des arabischen Buchmanuskripts. Er ist Präsident der Société d'étude du Maghreb préhistorique, antique et médiéval. Seit 2011 ist er Mitglied der Académie des inscriptions et belles-lettres. Von 2015 bis 2019 war er mit dem Arabisten Michael Marx beteiligt an einem Forschungsprojekt über die Koranbibliothek der Moschee von Fustat (Alt-Kairo), der ersten Moschee auf ägyptischen bzw. afrikanischem Boden.
Ein wichtiges Ergebnis seiner Forschungen ist der Nachweis verschiedener Fassungen in der Manuskriptgeschichte des Koran. Zur Geschichte des Korantextes.

## Veröffentlichungen
- Recherches sur l'oasis de Dedan / al-‘Ulâ, Thèse de doctorat, Université de Paris IV, 1987
- mit Almut von Gladiß: Der Prachtkoran im Museum für Islamische Kunst : Buchkunst zur Ehre Allāhs, hg. v. Museum für Islamische Kunst, Staatliche Museen zu Berlin – Preußischer Kulturbesitz, 1999, ISBN 9783886092765
- Mitautor: Manuel de codicologie des manuscrits en écriture arabe, 2000, ISBN 978-2717721065
- Le Livre manuscrit arabe. Préludes à une histoire, 2004
- La Transmission écrite du Coran dans les débuts de l’islam, Le codex Parisino-petropolitanus, 2009, ISBN 9789004172722
- Qur’ans of the Umayyads, 2014, ISBN 978-90-04-26185-3
- Le Coran: Que sais-je ?, 6. Ed., Paris 2019, ISBN 978-2715401471
- La voix et le calame. Les chemins de la canonisation du Coran [Leçons inaugurales du Collège de France, n° 255], Paris 2016, ISBN 978-2213700489
- Le Coran, une histoire plurielle, 2019, ISBN 978-2021412529
- François Déroche: The Manuscript and Archaeological Traditions: Physical Evidence. In: The Oxford Handbook of Qur'anic Studies. Oxford University Press, 2020, ISBN 978-0-19-969864-6, S. 165–181, doi:10.1093/oxfordhb/9780199698646.013.18 (oxfordhandbooks.com [abgerufen am 29. Mai 2022]).
- The One and the Many: The Early History of the Qur'an, Yale UP 2022, ISBN 978-0300251326

## Auszeichnungen
- 1988: Bronzemedaille CNRS
- 2008: Ritter der Ehrenlegion
- 2009: Komtur des Ordre des Palmes Académiques